# Krottendorf (Gemeinde Kapfenberg)
Krottendorf ist eine Ortschaft und eine Katastralgemeinde der Stadtgemeinde Kapfenberg im Bezirk Bruck-Mürzzuschlag in Steiermark.

## Geografie
Die Ortschaft liegt unweit des Nordportals des Tanzenbergtunnels und besteht weiters aus der Industriezone Böhler-Werk, dem Schloss Krottendorf und dem Gasthaus Weber. Durch den Ort fließt der Hollertalbach.

## Bevölkerung
Mitte der 1840er Jahre bestand Krottendorf aus 19 Häusern und hatte 83 Einwohner. Um 1860 hatte die Gemeinde 96 Bewohner.

## Siedlungsentwicklung
Zum Jahreswechsel 1979/1980 befanden sich in der Katastralgemeinde Krottendorf insgesamt 58 Bauflächen mit 147.627 m² und 27 Gärten auf 96.711 m², 1989/1990 gab es 56 Bauflächen. 1999/2000 war die Zahl der Bauflächen auf 108 angewachsen und 2009/2010 bestanden 69 Gebäude auf 111 Bauflächen.

## Geschichte
Laut Adressbuch von Österreich waren im Jahr 1938 in Krottendorf einige Landwirte ansässig.

## Bodennutzung
Die Katastralgemeinde ist forstwirtschaftlich geprägt. 81 Hektar wurden zum Jahreswechsel 1979/1980 landwirtschaftlich genutzt und 185 Hektar waren forstwirtschaftlich geführte Waldflächen. 1999/2000 wurde auf 56 Hektar Landwirtschaft betrieben und 197 Hektar waren als forstwirtschaftlich genutzte Flächen ausgewiesen. Ende 2018 waren 49 Hektar als landwirtschaftliche Flächen genutzt und Forstwirtschaft wurde auf 193 Hektar betrieben. Die durchschnittliche Bodenklimazahl von Krottendorf beträgt 30,6 (Stand 2010).